# Довгокичинське сільське поселення
До́вгоки́чинське сільське поселення (рос. Долгокычинское сельское поселение) — сільське поселення у складі Олов'яннинського району Забайкальського краю Росії.
Адміністративний центр — село Довгокича.

## Історія
2013 року було утворено село Східна Довгокича шляхом виділення частини із села Довгокича.

## Населення
Населення сільського поселення становить 664 особи (2019; 847 у 2010, 1034 у 2002).

## Склад
До складу сільського поселення входять:
| Населений пункт        | Населення, осіб (2002) | Населення, осіб (2010) |
| ---------------------- | ---------------------- | ---------------------- |
| Довгокича, село        | 1006                   | 782                    |
| Ключева, село          | 28                     | 65                     |
| Східна Довгокича, село | -                      | -                      |